# Uthmann (Adelsgeschlecht)

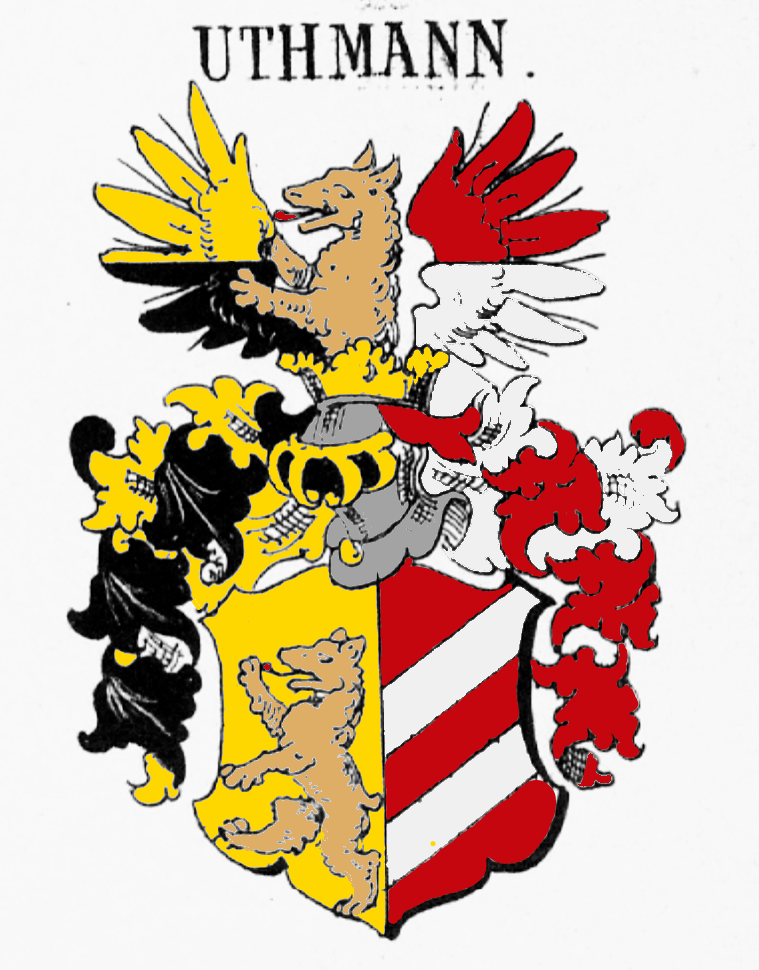
Wappen der Linie, wozu der Bürgermeister Georg Uthmann gehörte, in Farbe (Konrad Blažek, Siebmachers Wappenbuch, 1890)

Uthmann ist der Name eines schlesischen Adelsgeschlechtes, welches sich in die drei wappenverschiedenen Familien Uthmann und Ransern, Uthmann und Rathen und Uthmann und Schmolz verzweigt. Eine Verwandtschaft der drei Stämme untereinander wird angenommen, ist aber nicht nachgewiesen.
Fast alle namhaften Breslauer Familien haben in die Familie Uthmann eingeheiratet, Ausnahmen bildeten lediglich Rehdiger und Schilling.

## Übersicht
Das Geschlecht wird erstmals 1305 mit den Ratsherren zu Görlitz Christian und Heinemann Ottomann und 1332 mit Walter Ottomannus urkundlich erwähnt. Es teilt sich früh in zwei nach ihren Stammgütern Schmolz und Rathen benannten Hauptlinien, die unterschiedliche Wappen führen.
Die Familie hatte umfangreichen Gutsbesitz. Die Stammreihe beginnt nach Witzendorff-Rehdiger, der allerdings keine Quelle angab, mit Hans Uthmann († vor 1450) aus Freystadt, wo er von 1418 bis 1447 Hofschöffe war. Mit seiner Frau Margarethe unbekannten Nachnamens hatte er demnach sieben Kinder, wobei der Vater Kaspars verworrenerweise ein Löwenberger Bürgermeister namens Georg gewesen sei:
- Hans Uthmann aus Freystadt († vor 1450) 
  - Christoph, Stammvater der Uthmann und Ransern
  - Barbara, 1475 Nonne im Klarissenkloster („Klarenstift“)
  - Michael, Stammvater der Uthmann und Rathen
  - Kaspar, * in Löwenberg, wo er auch Ratsherr war, Stammvater der Uthmann und Schmolz
  - Lorenz, 1444 Ratsherr in Görlitz und Herr auf Stolzenberg; ⚭¹ Dorothea; ⚭² Margarethe († 1493)
  - Nikolaus, † 1482 in Görlitz
    - Name nicht recherchiert oder überliefert 
      - Georg Thomas Uthmann 
        - Georg Uthmann

  - Heinrich, wanderte nach Emmerich aus

Oskar Pusch wies darauf hin, dass es zur Anfangszeit des Geschlechts eigentlich überhaupt keine Quellen gibt, sodass ein Zusammenhang der drei Familien eigentlich fragwürdig sei. Hinweise gegen einen Zusammenhang sind die völlig verschiedenen Wappen und die hohe Kriminalität im Stamm Ransern im Vergleich zu den diesbezüglich unauffälligen Stämmen Rathen und Schmolz. Hinweise für einen Zusammenhang hingegen ist die jeweilige Breslauer Ratsverwandtschaft der drei Stämme, wenngleich die Anzahl der Ratsherren im Rat, gemessen an der großen Personenanzahl gering erscheint.
Die grundlegende Quelle für den jeweiligen Stammbaum der drei Stämme der Uthmann lieferte Albrecht von Reichel und ihre Richtigkeit wird in Oskar Puschs fünfbändigen Werk über das Breslauer Patriziat anhand der Genealogien der mit den Uthmann verschwägerten Familien bestätigt.
Nach Rudolf Stein war der Görlitzer Bürgermeister Georg Uthmann ein Urenkel des oben genannten Nikolaus, gehörte also zu keiner der drei später bekannt gewordenen Linien. Nach Hermann Knothe war Georgs Vater der Görlitzer Ratsherr Georg Thomas Uthmann. Georg wurde im Jahr 1589 in den Reichsadelstand erhoben.
Teile des Geschlechts Uthmann waren in der zweiten Hälfte des 15. Jahrhunderts nach Kleve, in die Lausitzen und nach Meißen ausgewandert, so auch Lambert Hotman (Autmann) (um 1445–1514), wahrscheinlich einer Nebenlinie der zu Schmolz begüterten Linie entstammend, der in den 1470er Jahren mit Engelbert von Kleve nach Paris kam, wo er Goldschmied war. Seine Nachkommen wurden naturalisiert und bekamen den französischen Adelsstand zuerkannt.

## Wappen
Neben den Wappen der Linien Schmolz, Ransern und Rathen ist auch das Wappen einer nur Uthmann genannten Linie bei Konrad Blažek überliefert. Es gehörte zu dieser Linie beispielsweise der Görlitzer Bürgermeister Georg Uthmann.
Dieses Wappen ist gespalten. Links (heraldisch vorne) in gold ein nach links (heraldisch rechts) ausgerichteter Luchs in natürlicher Farbe. Rechts (heraldisch hinten) in rot zwei silberne Schrägbalken. Kleinod: der Luchs begleitet von offenem Flug, dessen Farben links (heraldisch rechts): gold über schwarz; rechts (heraldisch links): rot über silber. Decken: wie der Flug (schwarz-golden bzw. rot-silbern) auf der jeweiligen Seite.

## Angehörige
- Bruno von Uthmann (1891–1978), deutscher Generalleutnant und Militärattaché in Stockholm, Oslo, Kopenhagen
- Erdmann von Uthmann (1790–1861), preußischer Generalmajor
- Franciscus Hotomanus (1524–1590), französischer Rechtsgelehrter, calvinistischer Monarchomach, Theologe und Philologe des 16. Jahrhunderts
- Georg Uthmann († 1590), Görlitzer Bürgermeister und Rektor
- Gustav Adolf Uthmann (1867–1920), deutscher Komponist
- Johann von Uthmann (1824–1897), preußischer Generalmajor
- Max von Uthmann (1853–1916), deutscher Verwaltungsbeamter
- Paul von Uthmann (1857–1918), preußischer Generalleutnant
- Christoph Uthmann (1507–1553), Unternehmer im Erzgebirge